# Пытлик, Радко
Радко Пытлик (чеш. Radko Pytlík; 8 октября 1928[…], Прага — 31 января 2022, Прага) — чешский историк литературы, писатель

 и редактор. Профессор. Доктор наук.

## Биография
Сын гидробиолога. После окончания гимназии в Праге в 1947 году изучал чешскую филологию, теорию литературы и философию в Карловом университете. В 1952 защитил докторскую диссертацию на тему «Начало творчества Ярослава Гашека» (Počátky tvorby Jaroslava Haška).
Работал секретарем секции искусств Социалистической академии. После службы в армии (1952—1954) с 1955 года — в Институте чешской и мировой литературы в качестве научного сотрудника.
В 1991 году ушел на пенсию.

## Научная деятельность
Предметом научной деятельности Р. Пытлика является современная чешская литература периода от рубежа XIX—XX века по настоящее время.
Публиковался с 1951 года. Статьи и публикации в 1960-х годах публиковал в периодических изданиях Lidové noviny, Rudé právo, Nový život, Kultura, Květen, Kultúrny život (Братислава), Host do domu, Kulturní tvorba, Věda a život, Divadlo, Květy, Slavia, Dikobraz, Literární noviny, Tvorba, Orientace, Česká literatura и др.
В 1970—1980 гг. печатался в изданиях «Nový knihý», «O knihách a autorech», «Literárním měsíčníku», «České literatuře», а также в ряде зарубежных изданий, в частности, в «Иностранная литература» (Москва), «Literatura» (Варшава), «Sinn und Form» (Берлин) и «Panonia» (Вена).
После 1989 публиковал свои работы в «Svobodné slovо» (в 1992 редактировал его приложение «Kvítko»), «Vlasty», «Signál» и «Prager Zeitung». С 1993 — редактор издания «Новости Гашека» (Haškovy noviny).
Специалист по творчеству Я. Гашека. Автор, вышедшей в 1977 году в серии «Жизнь замечательных людей» книги
- Радко Пытлик. Гашек. — М.: Молодая Гвардия, 1977. — 304 с. — (ЖЗЛ). — 100 000 экз.

а также
- Радко Пытлик. Швейк завоевывает мир. — М.: Книга, 1983. — 240 с. — 80 000 экз..

## Избранная библиография
- 1960 Bibliografie Jaroslava Haška
- 1962 Jaroslav Hašek
- 1971 Toulavé house. Zpráva o Jaroslavu Haškovi
- 1978 Sedmkrát o próze
- 1979 Náš přítel Hašek
- 1980 Jaroslav Krachovíl
- 1982 Malá encyklopedie českého humoru
- 1982 Jaroslav Hašek a dobrý voják Švejk
- 1982 Česká literatura v evropském kontextu
- 1983 Švejk dobývá svět
- 1983 Kniha o Švejkovi
- 1984 Trn v zrcadle doby
- 1985 Pražská dobrodružství E.E. Kische
- 1985 Český kreslený humor 20. století
- 1989 Vilém Mrštík
- 1989 Josef Kadlec
- 1990 Bohumil Hrabal
- 1992 Comenius redivivus
- 1993 Pražská mozaika Franze Kafky
- 1993 Pražské kuriozity
- 1994 Tak pravil Josef Švejk
- 1996 Ve stínu pípy
- 1997 … a neuvěřitelné se stalo skutkem. O Bohumilu Hrabalovi
- 1997 Moji rozesmátí rodáci
- 1998 Koridor smrti Bohumila Hrabala aj.
- 1998 Náš nejlepší kamarád…
- 2000 Fenomenologie humoru
- 2001 Toulky Prahou sedm
- 2003 Osudy a cesty Josefa Švejka
- 2013 Jaroslav Hašek — Data — fakta — dokumenty